# Драђешти (Татарашти)
Драђешти (рум. Drăgești) насеље је у Румунији у округу Бакау у општини Татарашти. Oпштина се налази на надморској висини од 175 m.

## Становништво
Према подацима из 2002. године у насељу је живело 403 становника, од којих су сви румунске националности.